# Élections à Sao Tomé-et-Principe

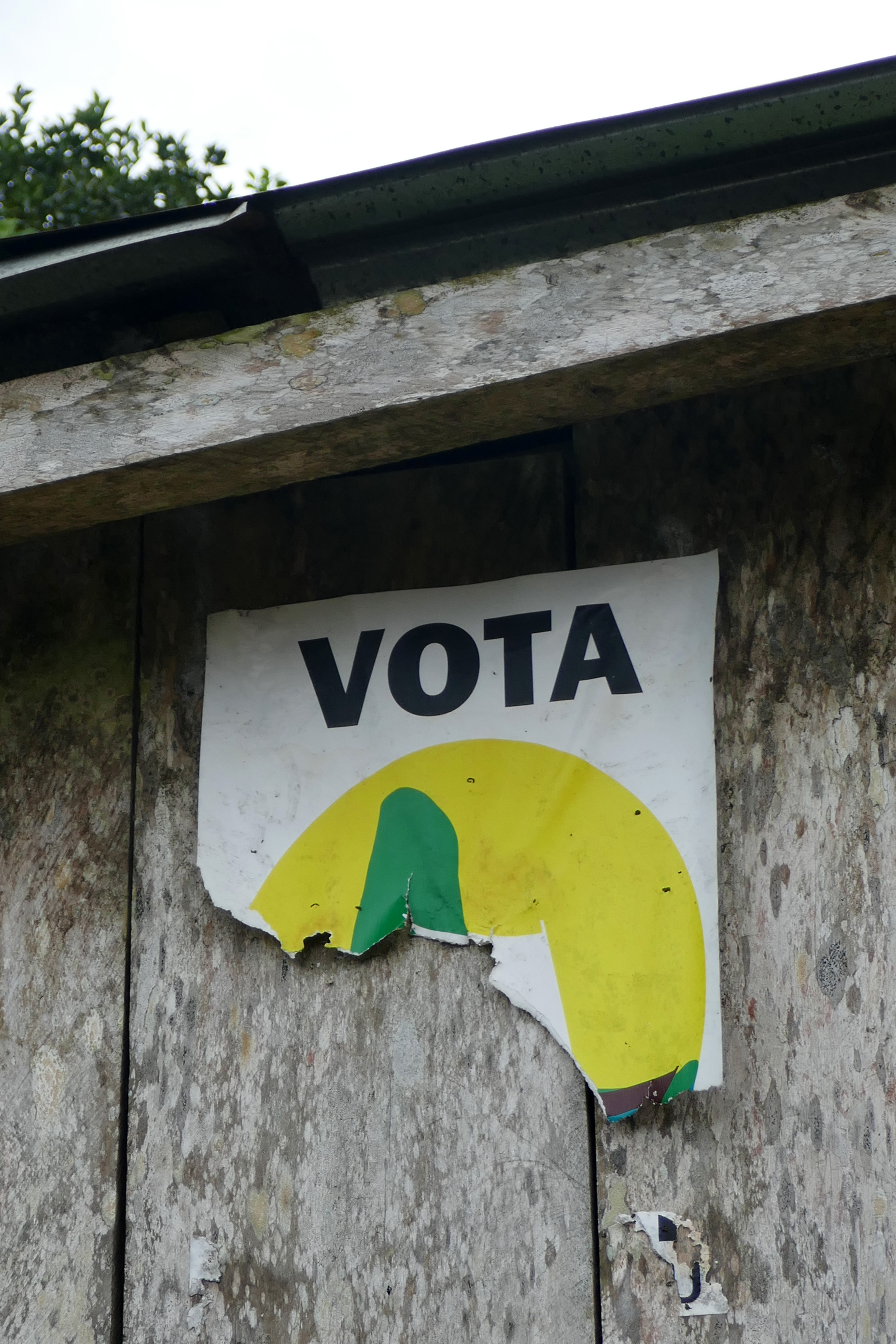
Affiche électorale arrachée à São João dos Angolares

Il existe plusieurs élections à Sao Tomé-et-Principe : les élections législatives et présidentielles au niveau national, et les provi ciales et les municipales dans les unités administratives. Les premières se déroulent tous les quatre ans depuis 1975 et les deuxièmes tous les cinq ans démocratiquement depuis 1991. Le peuple santoméen élit au niveau national un chef d'État — le président — et une législature. L'Assemblée nationale compte 55 membres, élus dans sept circonscriptions plurinominales à la représentation proportionnelle. Sao Tomé-et-Principe a un système de multipartisme. Les dernières élections législatives ont en lieu en 2022 et la dernière présidentielle en 2021.

## Dernières élections

### Élection présidentielle
Elle s'est déroulée les 18 juillet et 5 septembre 2021, et élit Carlos Vila Nova. Il entre en fonction le 2 octobre 2021.

### Élections législatives
Elles se sont déroulées le 25 septembre 2022 et élisent principalement l'Action démocratique indépendante (30 sièges) et le Mouvement pour la libération de Sao Tomé-et-Principe – Parti social-démocrate (MLSTP-PSD, 18 sièges). Il est accordé cinq sièges au Mouvement des citoyens indépendants – Parti socialiste  et deux au Mouvement Basta. Patrice Trovoada (ADI) est nommé Premier ministre, marquant une nouvelle alternance.